# Чему быть, того не миновать
«Чему быть, того не миновать» (иер. трад. 仙樂飄飄, упр. 仙乐飘飘, кант.-рус.: Ну рен си ши, англ. Whatever Will Be, Will Be) — гонконгская мелодрама с элементами комедии 1995 года режиссёра Джейкоба Чёна. Главные роли в фильме исполнили Аарон Квок и Келли Чэнь.
Келли Чэнь за роль в картине была номинирована на 15-й Гонконгской кинопремии в категории «Лучший новый актёр».

## Сюжет
Лам Квонг-ли (Аарон Квок) работает учителем физкультуры в католической школе. В их коллектив приходит новая учительница музыки Ли Чинг-ван (Келли Чэнь), в которую он влюбляется. Ей в ограниченные сроки нужно подготовить хор ребят, которые будут представлять школу на соревновании по пению.

## В ролях
- Аарон Квок — Лам Квонг-ли
- Келли Чэнь — Ли Чинг-ван
- Ричард Нг — отец Ли Чинг-ван
- Лам Лонг-хей — Рой
- Майкл Миу[англ.] — отец Питера
- Джейми Чик[англ.] — мать Питера
- Хуэй Фань — директор школы
- Нам Хунг — заместитель директора школы
- Джимми Вонг — Майкл
- Долфин Чан — Крис
- Фиона Брокуэй — судья